# Lucia Anguissola
Lucia Anguissola, född 1536, död 1565, var en italiensk målare.  Hon var syster till Sofonisba Anguissola.
Hon var verksam som professionell porträttmålare. 